# Nombre de Laplace
Le nombre de Laplace {\displaystyle (La)} est un nombre sans dimension utilisé en mécanique des fluides pour caractériser la dynamique des surfaces libres. Il représente le rapport entre la tension superficielle et le transfert de moment à l'intérieur du fluide.
Ce nombre porte le nom de Pierre-Simon de Laplace, mathématicien français.

## Définition
On le définit de la manière suivante :
{\displaystyle La={\frac {\sigma L_{c}\rho }{\mu ^{2}}}}
avec :
- σ - Tension superficielle (N m−1)
- μ - Viscosité dynamique (Pa s)
- Lc - Longueur caractéristique (m)
- ρ - Masse volumique (kg m−3)

Le nombre de Laplace est directement lié au nombre d'Ohnesorge par la relation suivante : La = Oh-2. Le nombre de Laplace est également connu sous le nom de nombre de Suratman {\displaystyle (Su)}.